# Константиновка (Тамбовская область)
Константиновка — упразднённая деревня в Пичаевском районе Тамбовской области России. На момент упразднения входила в состав Большешереметьевского сельсовета.

## География
Урочище находится в северо-восточной части Тамбовской области, в лесостепной зоне, на правом берегу реки Кашмы, на расстоянии примерно 20 километров (по прямой) к юго-востоку от села Пичаева, административного центра района. Абсолютная высота — 145 метров над уровнем моря.

### Климат
Климат умеренно континентальный, относительно сухой, с холодной продолжительной зимой и тёплым летом. Средняя температура воздуха самого холодного месяца (января) — −11,3 °C (абсолютный минимум — −43 °C); самого тёплого месяца (июля) — 19,7 °C (абсолютный максимум — 39 °С). Период с положительной температурой выше 10 °C длится 145 дней. Среднегодовое количество атмосферных осадков составляет около 550 мм. Продолжительность залегания снежного покрова составляет в среднем 138 дней.

## История
Исключена из учётных данных в декабре 2018 года, как фактически прекратившая своё существование.